# Łąka

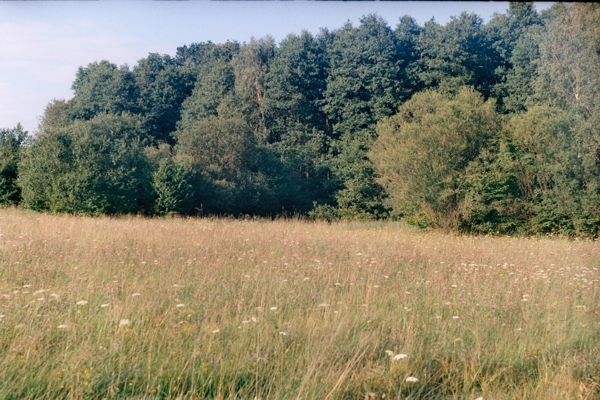
Łąka trzęślicowa

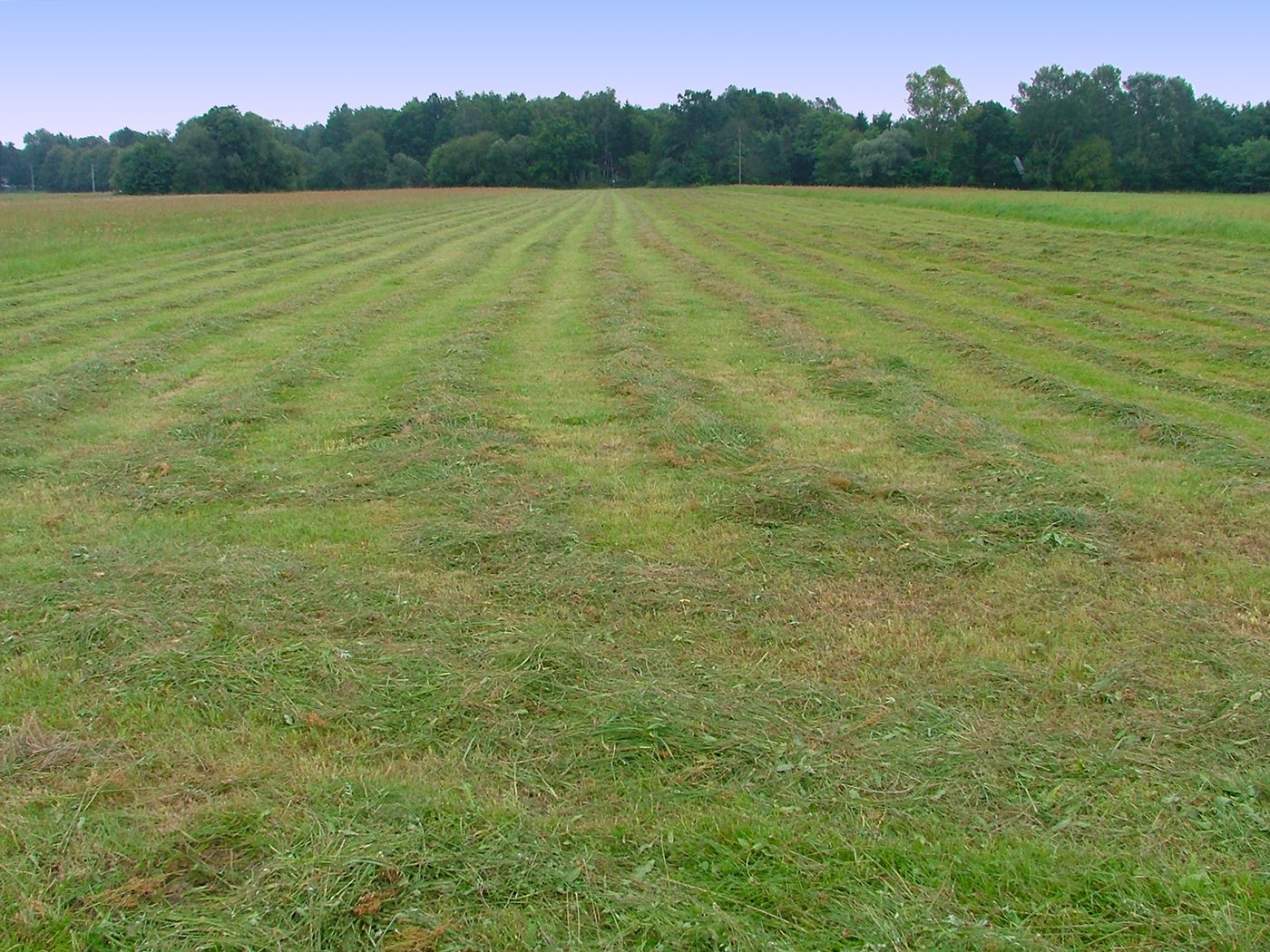
Skoszona łąka

Łąka – zbiorowisko roślinne tworzone przez byliny ze znacznym udziałem traw. Stosowane są różne kryteria przy definiowaniu i wyodrębnianiu łąk odwołujące się do składu i struktury pokrywy roślinnej, sposobu użytkowania i funkcjonowania w krajobrazie. W szerokim znaczeniu termin obejmuje wszelkie formacje trawiaste występujące na Ziemi, w tym stepy i sawanny. Łąka wąsko definiowana to półnaturalne lub antropogeniczne zbiorowisko, którego utrzymywanie się zależne jest od koszenia. Łąki kośne (łac. pratum) określane bywają „łąkami właściwymi” i przeciwstawiane są naturalnym formacjom trawiastym oraz pastwiskom. W klasyfikacji fitosocjologicznej łąki właściwe należą do klasy roślinności Molinio-Arrhenatheretea.
W węższym znaczeniu stosowanym w typologii użytków rolnych oraz klasyfikacji użytków gruntowych używanej w geodezji pojęcie łąki jest ograniczone do zbiorowisk tworzonych przez wieloletnie trawy, turzyce, rośliny motylkowe i rośliny innych rodzin, które występują na mezotroficznych i eutroficznych glebach o wysokim poziomie wód gruntowych, zawierających przez większą część roku od 60 do 80 procent wilgoci w stosunku do całkowitej ich pojemności wodnej. Niedobory wody mogą być uzupełniane między innymi przez nawadnianie bądź wykorzystywanie bliskiego poziomu wody gruntowej lub zalewów rzek.
Łąki (wąsko rozumiane) wraz z pastwiskami składają się na użytki zielone. Charakterystyczne dla łąk jest to, że korzenie i rozłogi roślinności łąkowej tworzą darń, dzięki której łąka może odrastać na nowo po każdym skoszeniu i spoczynku zimowym. Dlatego rośliny rosnące na użytkowanych rolniczo łąkach są pozyskiwane na paszę (łąki kośne). Łąki są przedmiotem badań łąkarstwa.

## Klasyfikacja łąk
Istnieje szereg kryteriów podziału łąk ze względu na ich genezę, warunki siedliskowe, sposób użytkowania, położenie, cechy roślinności.

### Podział łąk w odniesieniu do kryterium ich genezy
Ze względu na genezę wyróżnia się łąki naturalne, półnaturalne i antropogeniczne
naturalneZbiorowiska trawiaste wykształcające się i występujące tam, gdzie ze względu na warunki ekologiczne nie występują inne zbiorowiska (zwłaszcza lasy). Do czynników ograniczających występowanie lasów należą: długotrwałe zalewy wód i wysoki poziom wód gruntowych, niskie temperatury, silne wiatry, lawiny, krótki okres opadów i ich niewielka ilość, klimat kontynentalny. Należą tu hale powyżej górnej granicy lasu, łąki nadrzeczne, stepy i murawy kserotermiczne.
półnaturalneZbiorowiska trawiaste wykształcające się i utrzymujące się dzięki ekstensywnemu oddziaływaniu człowieka (użytkowaniu kośnemu i pastwiskowemu).
sztuczneZbiorowiska trawiaste o prostej strukturze, świeżo założone, krótkotrwałe na użytkach przemiennych lub trwałe, ale silnie przekształcone na skutek intensywnych zabiegów pratotechnicznych (wałowanie, podsiewanie, nawożenie).

### Podział łąk w odniesieniu do kryterium użytkowania
Ze względu na czas trwania użytkowania wyróżnia się łąki:
- trwałe – użytkowane trwale lub w okresach wieloletnich
- przemienne – użytkowane krótko i ujmowane w płodozmiany polowe

Ze względu na produkcyjność i intensywność użytkowania wyróżnia się łąki:
- małowartościowe
- niskoproduktywne
- intensywne

### Podział łąk w odniesieniu do kryterium położenia
Ze względu na położenie wyróżnia się łąki:
- niżowe dolinowe
- niżowe pozadolinowe
- górskie

### Podział łąk w odniesieniu do kryterium siedliska
Ze względów siedliskowych wyróżnia się łąki:
- grądowe (grądy) – położone w miejscach suchych, zależne od opadów, optymalne użytkowanie kośno-pastwiskowe
- zalewne (łęgi) – położone w dolinach rzek na terasach zalewowych, cechują się zmiennymi warunkami wodnymi
- bagienne i pobagienne (bielawy i murszowiska) – położone w miejscach o wysokim poziomie wód, zwykle stagnujących

### Podział łąk w odniesieniu do kryterium roślinności
Ze względów fitosocjologicznych wyróżnia się:

#### Siedliska wilgotne
łąki trzęślicowe (Molinion)Bogate florystycznie, budowane przez trzęślicę modrą, przytulię północną, czarcikęs łąkowy, sierpik barwierski i inne. Powstają na glebach zmiennowilgotnych, często ubogich, w warunkach sporadycznych pokosów, najwyżej raz w roku, zwykle w sierpniu lub wrześniu. Siano z tych łąk nie ma dużej wartości odżywczej i było niegdyś wykorzystywane na ściółkę dla zwierząt. Wraz z zanikiem tradycyjnego użytkowania łąki te giną, a wraz z nimi zasiedlające je, rzadko spotykane gatunki, m.in. kosaciec syberyjski, mieczyk dachówkowaty, goździk pyszny, oman wierzbolistny. Łąki te podlegają ochronie jako siedlisko przyrodnicze w obszarach Natura 2000.
łąki ostrożeniowe (Calthion palustris)Wilgotne i mokre, nawożone, tradycyjnie zagospodarowane jako łąki dwukośne. Typowa dla nich jest obecność takich gatunków jak: ostrożeń łąkowy i warzywny, knieć błotna, rdest wężownik, dzięgiel leśny. Często występują tu przedstawiciele storczykowatych z rodzaju kukułka, a miejscami także pełnik europejski.
łąki selernicowe (Cnidion dubii)Występują w dolinach dużych rzek, w warunkach zmiennej wilgotności spowodowanej wylewami i jednokrotnych, późnych pokosów. Charakteryzują się udziałem wielu rzadkich roślin – selernicy żyłkowanej, czosnku kątowego, tarczycy oszczepolistnej i innych. Podlegają ochronie siedliskowej w obszarach Natura 2000.
łąki wyczyńcowe (Alopecurion pratensis)Pospolite w Polsce łąki zalewowe, intensywnie użytkowane łąki w dolinach dużych rzek z dominacją wyczyńca łąkowego.
łąki solniskowe (Glauco-Puccinellietalia)Rzadko spotykane w Polsce łąki na terenach zalewanych przez wody morskie lub w miejscach wysięków wód zasolonych. Podlegają ochronie siedliskowej w obszarach Natura 2000.

#### Siedliska świeże
łąki rajgrasowe (Arrhenatherion)Bogate florystycznie, kwietne łąki w dominacją miękkolistnych traw, głównie rajgrasu wyniosłego, wiechliny łąkowej i owsicy omszonej, z udziałem m.in. takich gatunków jak: dzwonek rozpierzchły, kozibród łąkowy, jastrun właściwy. Tradycyjnie ekstensywnie użytkowane, jedno- lub dwukośne. Podlegają ochronie siedliskowej w obszarach Natura 2000.
Ze względu na zaburzenia w składzie roślinności łąkowej powodowanym intensyfikacją użytkowania powstają łąki o składzie florystycznym zależnym od podsiewu lub stanowiące inne fazy degeneracji związane z silnym przekształceniem warunków ekologicznych. W związku z dominacją pojedynczych gatunków (głównie traw) na tego typu siedliskach, łąki tego rodzaju nazywane są od nazwy dominującej rośliny. Przykładem mogą być łąki śmiałkowe z dominacją śmiałka darniowego. Powstają one zwykle na skutek degeneracji innych zbiorowisk łąkowych po zbyt intensywnym wypasie lub obniżeniu poziomu wód gruntowych. Inne przykłady to łąki: sitowe z sitem rozpierzchłym, kłosówkowe z kłosówką wełnistą, trzcinnikowe z trzcinnikiem lancetowatym.

## Ochrona łąk

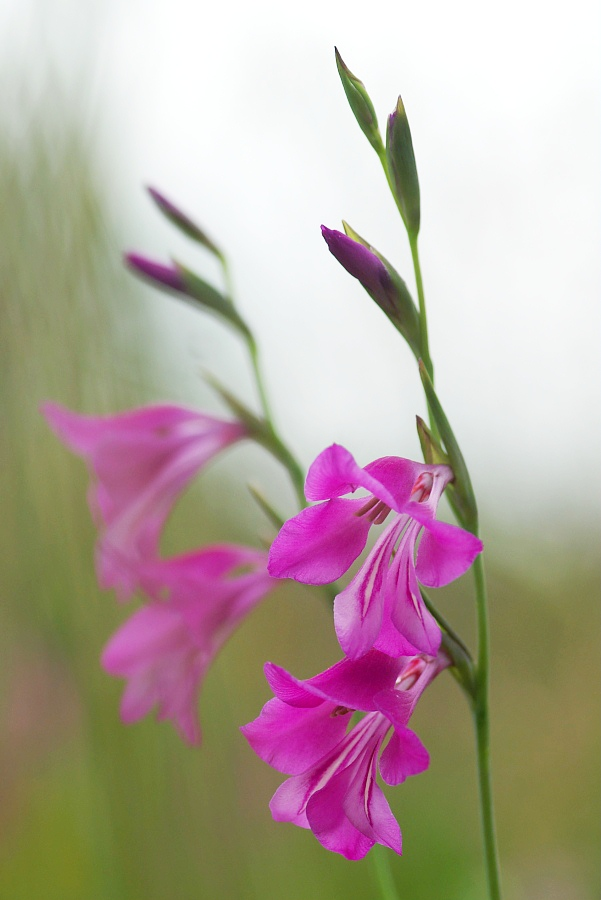
Prawdopodobnie wymarły w Polsce mieczyk błotny, jeden z gatunków typowych dla siedlisk łąkowych

W Polsce i w Europie wiele typów łąk oraz związanych z nimi gatunków roślin i zwierząt ginie w wyniku zmiany w użytkowaniu – odejścia od tradycyjnych, ekstensywnych sposobów gospodarowania w tym wypasu łąk. Część łąk zostaje przekształcona w ziemie orne lub grunty budowlane. Część przestaje być użytkowana, porastając krzewami i drzewami, część jest zbyt intensywnie eksploatowana. W obu przypadkach prowadzi to do zmian w składzie gatunkowym zbiorowisk roślinnych i ustępowania cennych, zagrożonych gatunków roślin i zwierząt. Dodatkowym czynnikiem zagrożenia tych zbiorowisk jest nadmierne osuszanie się siedlisk spowodowane prowadzonymi przez dziesięciolecia melioracjami. Ginące łąki wymagają ochrony czynnej – przywracania lub podtrzymywania tradycyjnych metod użytkowania. W krajach Unii Europejskiej, a więc także w Polsce, wiele typów siedliskowych łąk podlega ochronie zgodnie z dyrektywą siedliskową i wymaga wyznaczenia dla ich zachowania obszarów Natura 2000. W celu utrzymania łąk ekstensywnych obowiązuje w Unii Europejskiej system dopłat rolnośrodowiskowych. Ponadto najcenniejsze fragmenty łąk mogą być chronione jako użytki ekologiczne, co umożliwia ich dalsze, bezproblemowe użytkowanie rolnicze.

## Powstawanie
Przed pojawieniem się człowieka obszar prawie całej Polski pokrywały lasy. Jedynie w dolinach rzek i na terenach położonych wysoko w górach można było spotkać roślinność zielną. Wieloletnie rośliny zielne które w odróżnieniu od drzew znoszą coroczne wylewy rzek w dolinach, tworzyły łąki zalewowe. Silne wiatry i mrozy panujące w wysokich górach oraz cienka warstwa gleby, to warunki w których mogą przetrwać tylko niskie, przytulone do ziemi rośliny, wchodzące w skład naturalnych hal (łąk wysokogórskich).
Osiedlenie się i chów zwierząt skłoniły człowieka do rozpoczęcia wycinki lasów. Na ich miejscu tworzył on m.in. łąki. Rośliny łąk są w większości rodzime, wcześniej były mieszkańcami śródleśnych polan, runa lasów, terenów nadwodnych oraz hal. Łąki nie zarastają krzewami i drzewami, jeśli są regularne koszone lub jeśli są na nich wypasane zwierzęta.